# Veliki širk
Veliki širk znači pripisivanje nečega Alahu što je svojstveno samo za Alaha, kao što je gospodarstvo (rububijjet), u obožavanju (ulihijjet) i u Njegovim lijepim imenima i savršenim svojstvima (el-esma ve-s-sifat). Ova vrsta širka može ponekad biti očita, odnosno vidljiva, kao npr. obožavanje kipova, mrtvog ili odsutnog. Također može biti i skriven, kao npr. oslanjanje na druge bogove mimo Alaha. Takvi nikada neće izaći iz Džehennema, jer prema vani prikazuju islam, a u sebi kriju širk.
Veliki širk ponekad može biti u vidu uvjerenja, npr. vjerovanje da osim Alaha, netko drugi stvara i upravlja, te da postoji netko drugi kome se mora pokoravati osim Alahu. Ili mogu voliti nešto što je stvoreno onako kako samo Alah treba da se voli.  Tu vrst širka Alah neće oprostiti (ako osoba umre i nije se pokajala op. pre.), i to je širk za koji Alah kaže, prijevod značenja:
Širkom se smatra i vjerovanje da postoji oni koji znaju nešto što je nevidljivo, a što bi samo Alah mogao znati.  To je veoma uobičajeno kod zalutalih sekti kao što su Rafidije (Šije), ekstremne Sufije, i Batinije (ezoterične sekte) općenito. Rafidije vjeruju da njihovi imami posjeduju znanje nevidljivog, a Batinije i Sufije vjeruju slično za njihove evlije, i tako dalje. Širk je i vjerovanje da ima neko tko pokazuje milost onako kako to dolikuje samo Alahu, pa je on milostiv kao Alah i prašta grijehe i prelazi preko loših djela svojih robova.
Veliki širk se može ispoljavati i u vidu izrečenog, kao npr. traženje pomoći i zaštite od osoba koje im to ne mogu prožiti doli sâm Alah. Takva vrsta velikog širka izvodi počinitelja iz islama. Također se velikim širkom smatra i ismijavanje s vjerom ili poistovjećivanje Alaha sa stvarima koje je stvorio, odnosno tvrdnja da netko osim Alaha isto stvara i upravlja tim stvarima.To se smatra upropaštavajućim grijesima koji neće biti oprošteni.
Ponekad i činjenje nekih djela se smatra velikim širkom. Onaj tko svojim djelom želi nečiju naklonost mimo Alahove, ili ima za cilj nešto drugo mimo približavanja Alahu, ili traženja nagrade od nekog drugog, time je počinio širk u nijjetu i želji.
Ihlas ili iskrenost i čistoća je da se bude iskren u svim riječima, djelima, željama i nijjetima prema Alahu. Ovo je ta monoteistička Ibrahimova vjera koju je Alah naredio svim Svojim robovima, i mimo koje neće prihvatiti ni jednu drugu, a to je suština islama.